# Aécio Ferreira da Cunha
Aécio Ferreira da Cunha (Teófilo Otoni, 4 de janeiro de 1927 — Belo Horizonte, 3 de outubro de 2010) foi um advogado e político brasileiro filiado ao Partido da Social Democracia Brasileira (PSDB).

## Vida
Filho do político mineiro Tristão Ferreira da Cunha e de Júlia da Matta Machado Versiani Ferreira da Cunha (parente em 2º grau dos irmãos Felisberto Caldeira Brant Pontes de Oliveira Horta, Marquês de Barbacena, e Ildefonso de Oliveira Caldeira Brant, Visconde de Gericinó), é pai do ex-governador e senador por Minas Gerais Aécio Neves e genro do presidente Tancredo Neves. Foi deputado estadual entre 1955 e 1963 e deputado federal entre 1963 e 1987.
Cursou o 1.º grau (ensino fundamental) no antigo Colégio Anglo Brasileiro e o 2º grau (ensino médio) no Colégio São Bento, no Rio de Janeiro.
Bacharelou-se em Ciências Jurídicas e Sociais pela Faculdade Nacional de Direito da Universidade do Brasil, em 1950. No ano seguinte, mudou-se para Belo Horizonte com seu pai, Tristão Ferreira da Cunha, que assumiria a Secretaria de Agricultura, Indústria, Comércio e Trabalho no governo de Juscelino Kubitschek. Tornou-se, em 1952, chefe de gabinete do novo secretário da pasta, deputado federal Juarez de Souza Carmo.
Foi casado duas vezes: com Inês Maria Neves da Cunha, filha do presidente Tancredo Neves, teve os filhos Aécio Neves, Andrea e Ângela. Em segundas núpcias, com Sônia Maria Bastos, não deixou herdeiros.
Faleceu vítima de uma insuficiência hepática no dia 3 de outubro de 2010 e, por coincidência, no mesmo dia que o seu filho foi eleito senador da república.

## Carreira política
Sua trajetória política em mandatos eletivos começou em 1954, quando se elegeu deputado estadual pela região do Vale do Mucuri e Médio Jequitinhonha, ainda que conhecesse muito pouco a região e só tivesse retornado a viver em Minas Gerais três anos antes. Em 1958, reelegeu-se para novo mandato de deputado estadual.
Após seu segundo mandato na Assembleia Legislativa do Estado de Minas Gerais, Aécio Cunha se elegeu, em 1962, para o primeiro de seus seis mandatos consecutivos como deputado federal. Do período de 1963 a 1979 foi deputado pela ARENA e de 1983 a 1987 pelo PDS, ambos partidos de apoio ao regime militar. Estudioso dos problemas econômicos e sociais, teve atuação relevante na Câmara dos Deputados, tendo participado como membro efetivo das comissões de Defesa do Consumidor; Educação e Cultura; Finanças; Fiscalização Financeira e Tomada de Contas; e Minas e Energia. Foi, por duas vezes, relator da Comissão de Orçamento da Câmara.
Ao término de seu oitavo mandato legislativo, em 1986, Aécio Cunha foi candidato a vice-governador de Minas Gerais na chapa de Itamar Franco.
Em 1988, foi nomeado ministro do TCU pelo presidente José Sarney, mas, por razões pessoais, declinou do cargo, numa atitude surpreendente, pela importância da função, mas muito elogiada pela dignidade moral do gesto.
Na presidência de Itamar Franco, Aécio Cunha foi nomeado presidente do Conselho de Administração do BNDES e, posteriormente, conselheiro de Furnas Centrais Elétricas e da Cemig, onde permaneceu até seu falecimento.